# 康裕三
康 裕三（かん ゆさん）は、ワンディー株式会社代表 兼 株式会社THEHUB代表。

## 経歴
2014年4月、立命館アジア太平洋大学入学。専攻は国際経営学。